# 新竹縣竹北市新社國民小學
新竹縣竹北市新社國民小學（英語：Hsinchu County Hsin-She Elementary School）簡稱新社國小，是位於臺灣新竹縣竹北市的一所縣立國民小學。校址新竹縣竹北市新社里40號。

## 校史及概況
- 1916年，於4月1日創立樹林頭公學校麻園分校。
- 1920年，獨立為麻園公學校。
- 1922年，遷校至新社改為新社公學校。
- 1941年，改稱竹北國民學校。
- 1945年，台灣光復後接收本校。
- 1955年，獨立並改稱「新社國民學校」由郭錫淮擔任首任代理校長。
- 1968年，因應臺灣九年國民義務教育，改為「新社國民小學」。

## 歷任校長
- 第一任：郭錫淮，1955年-1955年
- 第二任：劉煥土，1955年-1957年
- 第三任：蔡金雷，1957年-1960年
- 第四任：戴振鐘，1960年-1970年
- 代理校長：賴孟欣，1970年-1970年
- 第五任：戴友銓，1970年-1979年
- 第六任：陳玉球，1979年-1988年
- 第七任：魏學修，1988年-1991年
- 第八任：邱秋明，1991年-1995年
- 第九任：陳彩鑑，1995年-2000年
- 第十任：曾碧雲，2000年-2006年
- 第十一任：邱鳳柑，2006年-2010年
- 第十二任：范揚焄，2010年-2011年
- 第十三任：葉瑞珠，2011年-2019年
- 第十四任：張奕財，2019年-現今

## 校隊

### 羽毛球隊
2010年成軍，並多次在全國國小盃男子羽球錦標賽奪得獎盃。

## 特色

### 美術班
具有新竹縣唯一具有美術班的小學，並且定期與鄰近的新竹縣立竹北國民中學共同舉辦美術班畢業聯展。

## 外部連結
- 新竹縣竹北市新社國民小學官網 （页面存档备份，存于）